# 空山灵雨
《空山灵雨》是胡金铨执导的一部电影，1979年上映。该片与《山中傳奇》皆是在韩国取景拍摄，讲述三宝寺住持传位以及众人争夺玄奘抄写的《大乘起信论》残卷的故事。片中多处运用了禅宗典故，影射现实世界的种种丑恶。该片被香港电影金像奖选为华语电影百强之一。
《空山靈雨》於2018年公開4K修復版本，是中華民國國家電影及視聽文化中心第一部自主修復的劇情長片，由於當初本片的相關母片及拷貝散逸多地且保存品質參差不齊，耗時近2年才大功告成，至今仍是國家影視聽中心公認挑戰度最高的作品。

## 情节
三宝寺住持智严病重，要从众弟子中挑选接班人，邀请大财主文安、地方官王将军，以及食荤、不避女色却精通佛法的法师物外一同參加。文安带有一新娶的小妾白狐，其实是临时雇佣的女飞贼，王将军则带有会武功的酷吏张诚。他与王将军都想盗取寺中的无价之宝——玄奘手抄《大乘起信论》。
白狐心急，与男仆金锁入藏经阁盗宝，不料撞见弟子一辈中的二师兄慧文，可慧文主动为他们开锁，原来他与文安早就串通好了。而王将军则支持大师兄慧通。这时，发配充军的流犯邱明入寺拜在智严门下，他本是被张诚陷害的。一天悟外给众僧在河边讲法，却让一众侍女在河中戏水，悟外安然自若，但众僧大多俗念未尽。智严把《大乘起信论》残卷展示给王将军和文安，并称那只不过是破纸，其中文意才最重要。
智严派邱明看守藏经阁，遇到张诚，两人起了冲突。张诚意欲偷袭，不料被白狐两人发现，结果反而被邱明摔下了楼。第二天僧众开会，王将军恶人先告状，智严等虽然心知肚明，還是罚邱明吊在藏经楼上，但晚上被白狐救下。智严、物外考教三个弟子，让他们打三桶水，唯有三弟子慧思是听其自然的将水打上来的，并说“心清水自清”。
众僧又一次召开大会，智严将住持一位传给了邱明，出乎众人意料。热衷权位的慧通不服气，煽动众僧以伙食不佳为由闹事，却被邱明平息，还要众僧学种菜，并改革了处罚犯戒人等的措施。邱明向文安借钱，文安要《大乘起信论》作抵押。慧通要联合张诚置邱明于死地，然而由于白狐通风报信，没能得手，反而被罚看守藏经楼。
智严在海边举行了涅槃仪式，白狐盗走了经卷，与文安在河边会和。张诚追去，在树林里几次抢夺，最后金锁、张诚在混战中身亡。众和尚追至，白狐、文安坐船逃跑，不料摆渡人竟是智严。白狐最终被物外的众侍女擒拿，而文安遇到了慧文，被告知他俩的事已被禀明住持，文安慌不择路，坠崖身亡。
最后，邱明烧毁了众多祸事的缘由——《大乘起信论》残卷的原本，但将其中一份印本送给了王将军。白狐则看破红尘，削发为尼。

## 外部連結
- 開眼電影網上《空山灵雨》的資料（繁體中文）
- 香港影庫上《空山灵雨》的資料（繁體中文）
- 豆瓣电影上《空山灵雨》的資料 （简体中文）
- 时光网上《空山灵雨》的資料（简体中文）
- AllMovie上《空山灵雨》的资料（英文）
- 爛番茄上《空山灵雨》的資料（英文）
- 互联网电影数据库（IMDb）上《空山灵雨》的资料（英文）